# Sergej Rjazanskij
Sergej Nikolajevič Rjazanskij (rusky Сергей Николаевич Рязанский, * 13. listopadu 1974 Moskva, RSFSR, SSSR) je lékař specializující se na leteckou a kosmickou medicínu. Od května 2003 je ruský kosmonaut, zprvu člen oddílu kosmonautů Institutu lékařsko-biologických problémů, od 1. ledna 2011 oddílu kosmonautů CPK. Od začátku roku 2011 se připravoval ke svému prvnímu kosmickému letu v rámci Expedice 37/38 na Mezinárodní vesmírnou stanici který proběhl v září 2013 – březnu 2014. Podruhé na ISS pracoval v červenci – prosinci 2017 jako člen Expedice 52/53. Roku 2018 ze Střediska přípravy kosmonautů odešel a soustředil se na výkon funkce předsedy Ruského hnutí školních žáků a práci motivačního řečníka.

## Lékař
Sergej Rjazanskij se narodil roku 1974 v Moskvě, je vnukem konstruktéra Michaila Sergejeviče Rjazanského. Roku 1996 absolvoval katedru virologie biologické fakulty Moskevské státní univerzity. Poté se v Institutu lékařsko-biologických problémů (IMBP) věnoval problémům letecké, kosmické a námořní medicíny. Roku 2000 v IMBP obhájil disertační práci z fyziologie. Téhož roku se zúčastnil čtyřtýdenní simulace kosmického letu v experimentu SFINCSS jako člen 7. posádky.

## Kosmonaut
Koncem 90. let se rozhodl stát kosmonautem, při experimentech v IMBP si ověřil, že splňuje zdravotní podmínky. Současně se zaměstnáním v IMBP získal místo tlumočníka ve firmě organizující lety v beztíži, přineslo mu to jak zkušenost s beztížným stavem, tak procvičení angličtiny. Roku 2003 obdržel souhlas Hlavní lékařské komise ke kosmonautickému výcviku a 29. května rozhodla i Meziresortní komise pro výběr kosmonautů o jeho začlenění do oddílu kosmonautů IMBP. Absolvoval dvouletou všeobecnou kosmickou přípravu ve Středisku přípravy kosmonautů (CPK) a 5. července 2005 získal kvalifikaci kosmonaut-výzkumník.

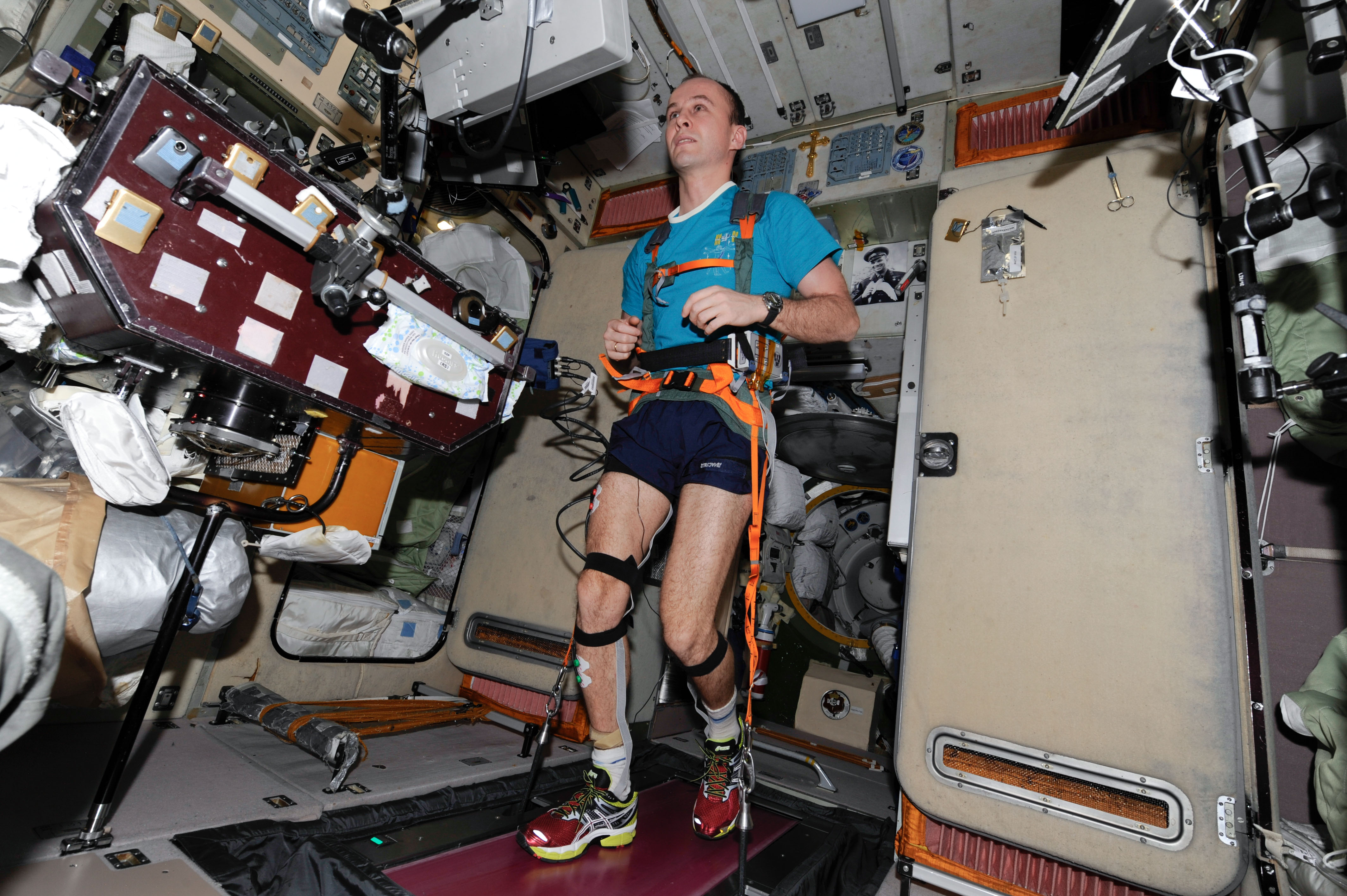
Rjazanskij cvičí v modulu Zvezda Mezinárodní vesmírné stanice, 18. listopadu 2013

Aktivně spolupracoval na experimentu Mars 500. Byl velitelem posádky ve 14denním přípravném pobytu v simulátoru kosmické lodi roku 2007 i ve 105denním „letu“ roku 2009. Poté v CPK prošel doplňujícím teoretickým i praktickým výcvikem, který 12. listopadu 2010 uzavřela Meziresortní komise přiznáním kvalifikace „zkušební kosmonaut“.
Koncem roku 2010, v souvislosti s vytvářením jednotného oddílu kosmonautů v Rusku, odešel z IMBP a od 1. ledna 2011 se stal kosmonautem CPK. Vzápětí byl zařazen do Expedice 37/38 na Mezinárodní vesmírnou stanici (ISS) s předpokládaným startem v září 2013. Jmenování bylo oficiálně potvrzeno ESA v únoru 2011.
Ke svému prvnímu letu odstartoval v lodi Sojuz TMA-10M z kosmodromu Bajkonur 25. září 2013 ve funkci palubního inženýra lodi společně s velitelem Olegem Kotovem a palubním inženýrem Michaelem Hopkinsem. Po šestihodinovém letu se 26. září Sojuz spojil s Mezinárodní vesmírnou stanicí a trojice kosmonautů se připojila ke kolegům z Expedice 37, Fjodoru Jurčichinovi, Lucovi Parmitanovi a Karen Nybergové.
Během letu Rjazanskij třikrát vystoupil do vesmíru, přičemž druhý výstup trvající 8 hodin a 7 minut byl dosud nejdelším výstupem v ruských skafandrech. Všechny tři výstupy dohromady trvaly 20 hodin a 5 minut. Na Zem se posádka Sojuzu TMA-10M vrátila 11. března 2014.
Roku 2015 zahájil přípravu na další let na ISS, tentokrát jako člen Expedice 54/55, s Norišigem Kanai a Randolphem Bresnikem. Na podzim 2016 byli Rjazanskij s Bresnickem přemístěni do Expedice 52/53 k Paolo Nespolimu. Do vesmíru trojice Rjazanskij, Bresnick, Nespoli odstartovala 28. července 2017 v Sojuzu MS-05, po šestihodinovém letu přistáli na ISS a zahájili práci na stanici. Během mise Rjazanskij jednou vystoupil do vesmíru. Ve stejné sestavě posádka Sojuzu MS-05 přistála 14. prosince 2017 v Kazachstánu, ve vesmíru strávila 138 dní, 16 hodin a 57 minut.
K 16. červenci 2018 odešel ze Střediska přípravy kosmonautů.

## Společenská činnost
Od roku 2014 působí jako motivační řečník.
Roku 2016 byl na ustavujícím shromáždění Ruského hnutí školních žáků (Российского движения школьников) zvolen jeho předsedou. Roku 2017 se stal členem dozorčí rady Ruské antidopingové agentury RUSADA.
Sergej Rjazanskij je ženatý, má tři děti z prvního manželství a jedno z druhého.

## Vyznamenání
- Hrdina Ruské federace (8. září 2015),[3]
- Letec-kosmonaut Ruské federace (8. září 2015).[3]